# Mou Qizhong
Mou Qizhong (chinesisch 牟其中, Pinyin Móu Qízhōng; * 1941 in Wanxian, Provinz Sichuan (heute Wanzhou, Stadt Chongqing), Volksrepublik China) ist ein chinesischer Unternehmer und Profiteur. Er galt Ende der 1990er Jahre als reichster Mann Festlandchinas, wurde 1999 verhaftet und im Jahre 2000 zu einer langjährigen Haftstrafe verurteilt.
Mou wurde als Sohn armer Bauern geboren, behauptete als Jugendlicher jedoch, dass sein Vater vor 1949 ein bedeutender Financier in Chongqing gewesen sei. Er verfügte über großes Redetalent, sein Plan, Journalist zu werden, scheiterte jedoch. Nach dem Schulabschluss arbeitete er in einer Glasfabrik, wo er sich bei allen Diskussionen und Aktivitäten engagierte. Während der Kulturrevolution wurde Mou für seinen Artikel Wohin geht China? (中国向何处去) zu einer Gefängnis- und später zur Todesstrafe verurteilt, der er nur knapp entging. Im Jahre 1979 wurde er aus dem Gefängnis entlassen.

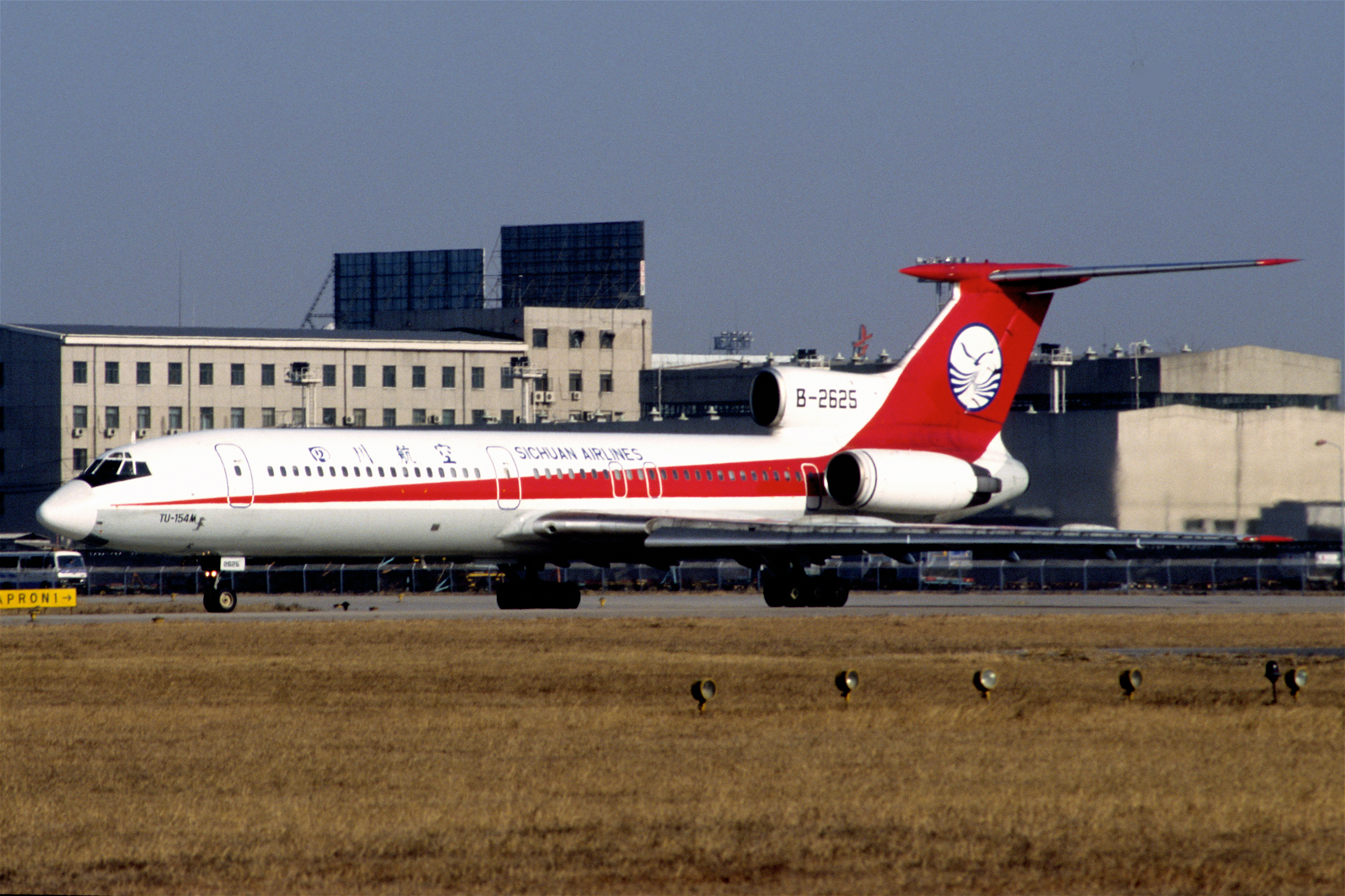
Eine der vier von Mou importierten Tupolews auf dem Flughafen Peking

Im neuen politischen Klima der frühen 1980er Jahre war Mou der erste Privatunternehmer der Provinz Sichuan, wobei er nichts produzierte, sondern nur Handel betrieb, indem er für Produkte attraktive Märkte ausfindig machte. Unter anderem ließ er eine nicht ausgelastete Fabrik der Armee 10.000 Tischuhren einer Shanghaier Marke kopieren, die er für 25 Yuan aufkaufte und an ein Handelsunternehmen in Shanghai für 32 Yuan weiterverkaufte. Dieser Handel brachte ihm im Jahre 1983 einen Gewinn von 70.000 Yuan und ein Jahr Gefängnisstrafe wegen Spekulation und Geschäftemacherei ein. Im Jahre 1992 verkaufte Mou 500 Güterwagenladungen mit billigen Lebensmitteln und Elektronikartikeln nach Russland und erhielt als Bezahlung vier Flugzeuge des Typs Tupolew Tu-154. Diese verkaufte er an Sichuan Airlines weiter. Durch diesen Tauschhandel strich er einen Gewinn von elf oder 18 Millionen US-Dollar ein. Als Besitzer der 1991 in Tianjin registrierten Firma Nande Economic Group wurde 1994 sein Vermögen auf 800 Millionen Yuan geschätzt, während er wenige Jahre zuvor praktisch mittellos gewesen war.
Mou trat als Sponsor für Fußballmannschaften, Neujahrsfeiern, die erste chinesische Expedition zum Nordpol oder das chinesische Raumfahrtprogramm auf. Ambitioniertere Pläne wie der Kauf eines russischen Flugzeugträgers für die chinesische Marine, die Verwandlung der Grenzstadt Manzhouli zu einem Handelsknoten zwischen Russland und China oder die Einebnung des Himalayas zur Verbesserung des Klimas in Westchina konnte er hingegen nicht realisieren. Als sich das Wirtschaftswachstum der Volksrepublik Ende der 1990er Jahre verlangsamte, wurde Mous Unternehmen insolvent und konnte die Gehälter seiner Angestellten nicht mehr bezahlen. Im Januar 1999 wurden Mou und mehrere Mitglieder seiner Familie verhaftet, weil sie versucht hatten, im Namen des Staatsunternehmens Hubei Light Industrial Import and Export einen Bankkredit in der Höhe von 75 Millionen US-Dollar für ihr Unternehmen zu erhalten. Im Jahre 2000 wurde Mou wegen Betruges zu lebenslanger Haft verurteilt und sämtliche politischen Rechte wurden ihm entzogen. Später wurde die Strafe auf 18 Jahre Haft verringert.